# Avenue du Révérend-Père-Corentin-Cloarec
L'avenue du Révérend-Père-Corentin-Cloarec est une voie de communication située à Bois-Colombes.

## Situation et accès

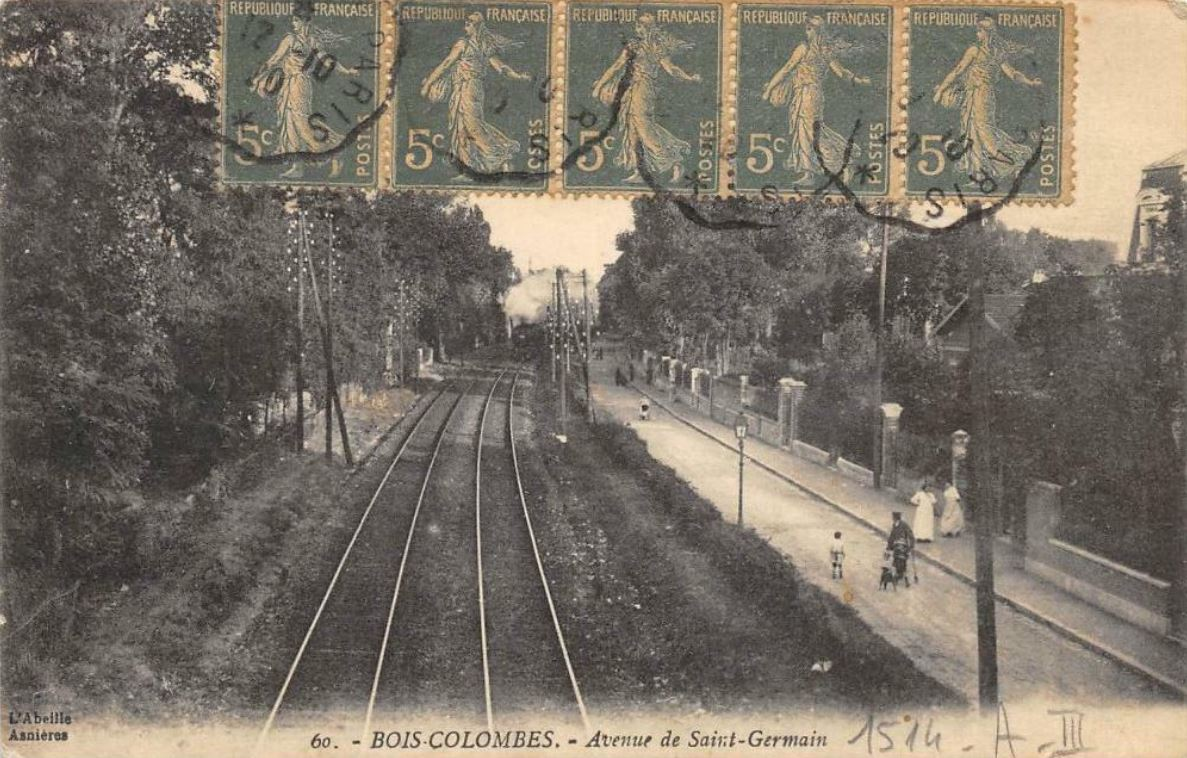
Bois-Colombes, avenue de Saint-Germain, dans la direction de Paris.

Cette avenue longe la ligne de Paris-Saint-Lazare à Mantes-Station par Conflans-Sainte-Honorine.
Au droit de l'avenue du Bois, la passerelle Saint-Germain fait mémoire de son ancien nom.
Elle est accessible par la gare de Bois-Colombes et la gare des Vallées.

## Origine du nom
Cette avenue a été renommée le 9 novembre 1944, pour rendre hommage au père Corentin Cloarec, prêtre franciscain et résistant français, né en 1894, assassiné en 1944.

## Historique

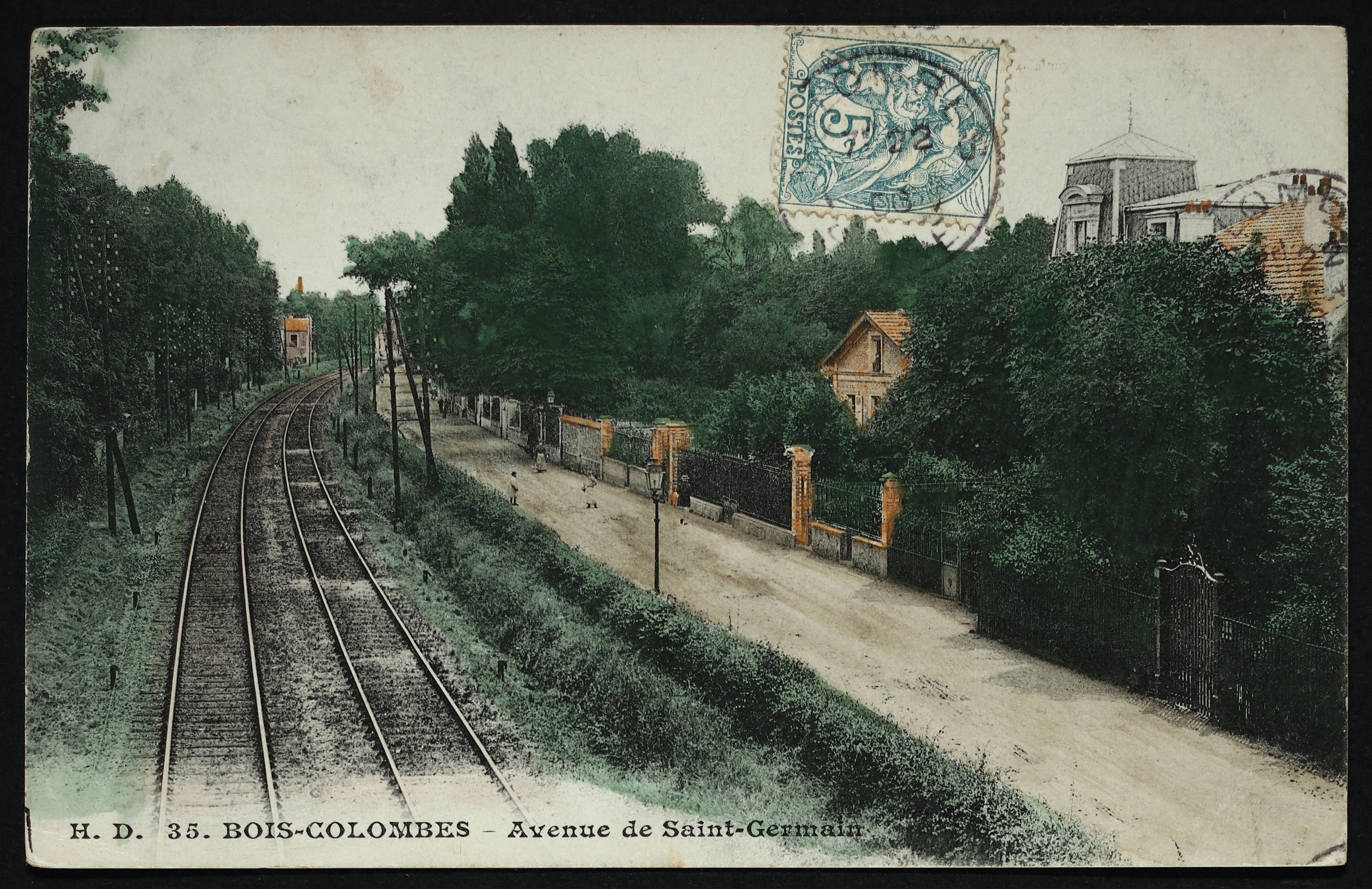
Carte postale - Bois-Colombes - Avenue de Saint-Germain

La création de cette avenue est concomitante à l'ouverture du tronçon ferroviaire d'Asnières à Argenteuil, sur la rive gauche de la Seine, le 28 avril 1851. La passerelle Saint-Germain fut alors construite pour rejoindre l'avenue à la rue des Carbonnets, aujourd'hui rue Paul-Déroulède.
Le relief environnant subit un profond bouleversement dans les années 1930, lors du creusement de la tranchée où passe maintenant la voie ferrée, qui remplace les passages à niveau et les passerelles par des ponts routiers.

## Bâtiments remarquables et lieux de mémoire
- Centre aquatique de Bois-Colombes.
- Association philotechnique, fondée en 1878[3].